# Aldersladia magnificus
Aldersladia magnificus is een hydroïdpoliep uit de familie Aequoreidae. De poliep komt uit het geslacht Aldersladia. Aldersladia magnificus werd in 2006 voor het eerst wetenschappelijk beschreven door Gershwin. 